# Fernando Sánchez Castillo

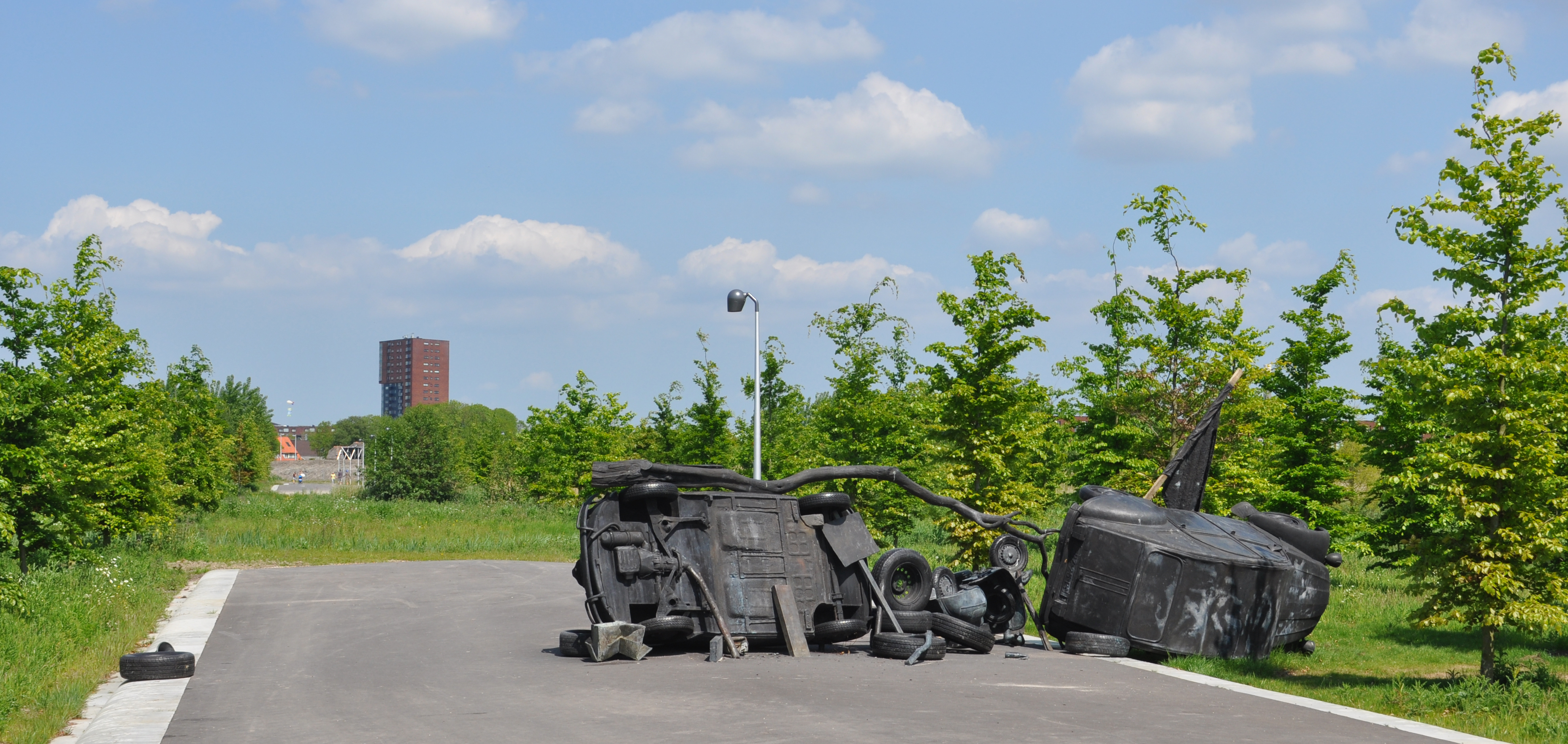
Barricada (2009), Utrecht.

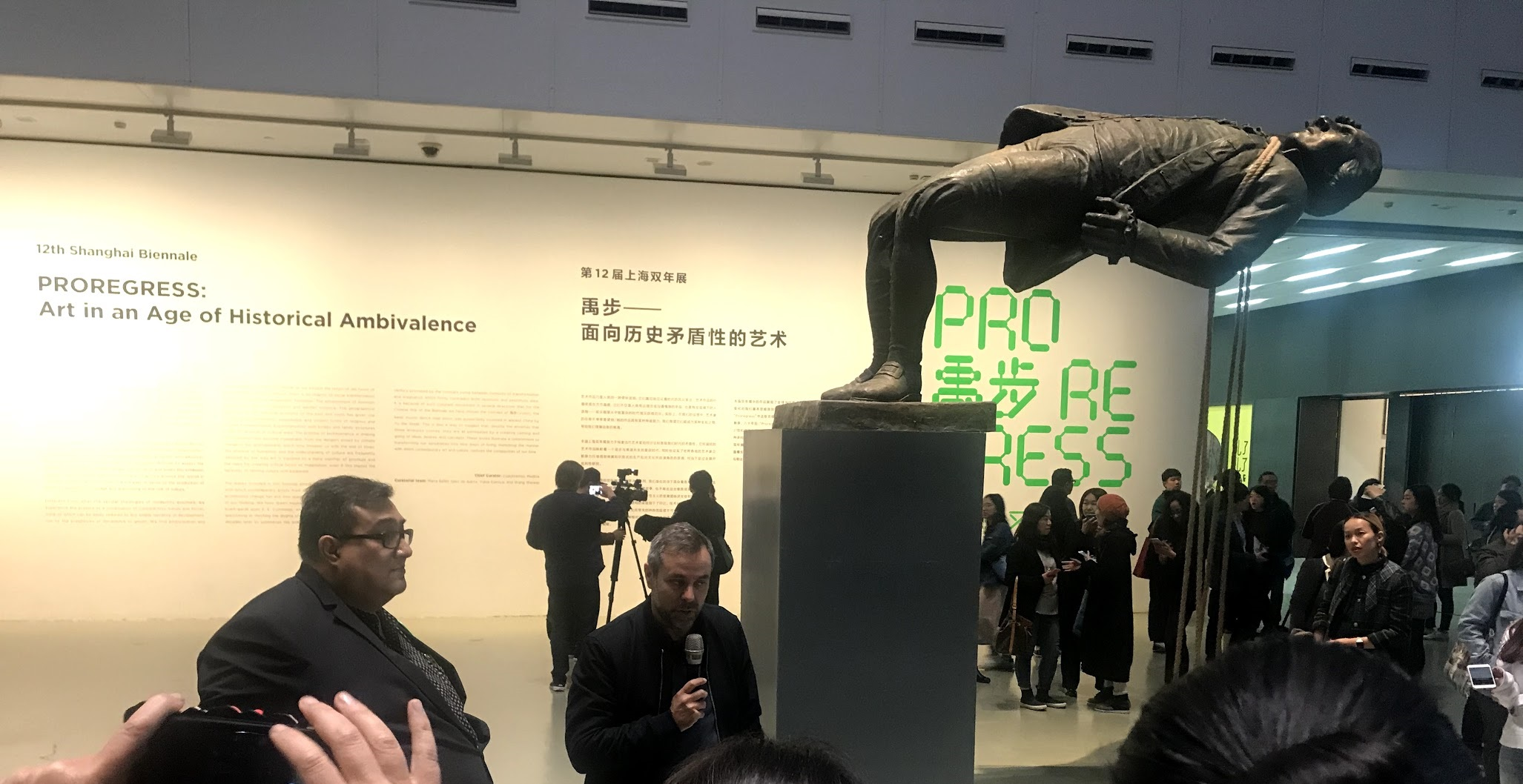
Fernando Sánchez Castillo presentando su pieza "Columpio" en la ceremonia de inauguración de la 12 bienal de Shanghai junto a su curador, Cuauhtémoc Medina, en noviembre de 2018

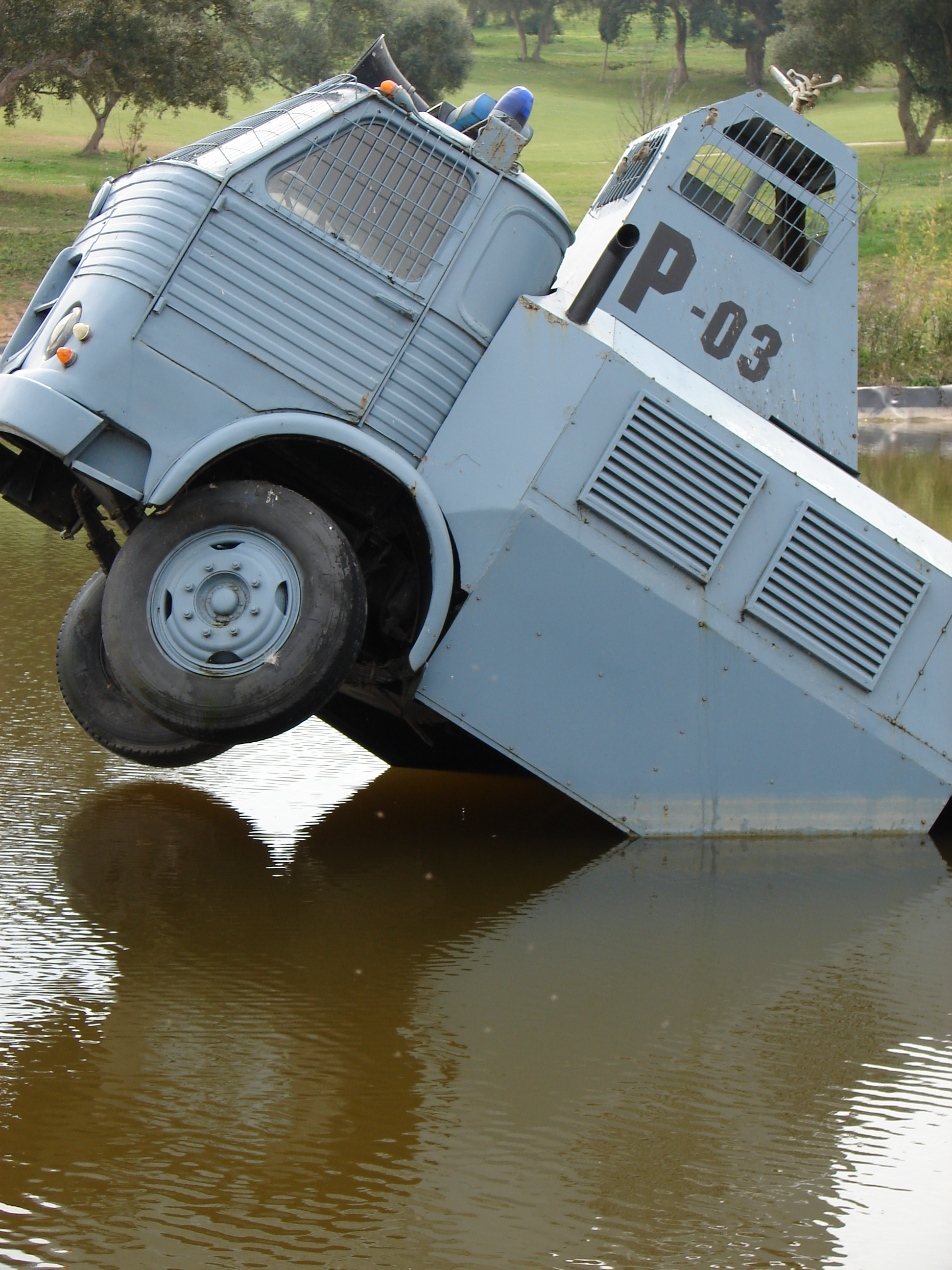
Fuente (2003), Vejer de la Frontera.

Fernando Sánchez Castillo (Madrid, 1970) es un artista español.

## Biografía
Sánchez Castillo estudió Bellas Artes en la Universidad Complutense de Madrid, también Filosofía y Estética en la Universidad Autónoma de Madrid. Recibió becas en Santander (Fundación Marcelino Botín Grant, 2000), Madrid (Beca de generación Caja Madrid, 2002) y Ámsterdam (Rijksakademie 2005/06).
Formó parte en 1999 de la exposición Abracadabra en el Tate Modern de Londres, en 2001 expuso en el Deichtorhallen en Hamburgo y en 2003 en el MoMA PS1 de Nueva York. Sánchez Castillo estuvo representado en 2004 con sus obras en la Bienal de São Paulo en la ciudad brasileña de São Paulo. En 2006 y 2007, tuvo lugar una retrospectiva de su trabajo con la exposición Cada uno lo suyo, en el Stedelijk Museum Schiedam. También fue invitado a participar en la exposición Grandeza en el Sonsbeek 2008 en Arnhem, donde tomó parte en la muestra Líderes de la escultura.
En 2015 su exposición "Más allá" fue presentada en el CA2M en Móstoles, ciudad donde vivió y creció. Aquella fue comisariada por Ferran Barenblit y trazaba un ambicioso recorrido por el trabajo del artista.

## Análisis
Existen multitud de ideas que transitan por el conjunto de la obra de Castillo de forma persistente: el humor, generador de situaciones absurdas y cuya sinceridad desconcierta a instituciones y personas; el baile, igualmente capaz de generar un cierto estado de suspensión con respecto a la relación con nuestros cuerpos; la contundencia formal de su trabajo, que pasa por un control minucioso de escalas, materiales y procesos; la constante relación con la historia del arte, visible no solo en las referencias al barroco y el romanticismo, sino también al cubismo y al minimalismo como movimientos cargados de un intenso contenido político; y, en definitiva, la voluntad de sugerir y poner en marcha la imaginación para entender qué es el poder, más que desvelar una verdad que, probablemente, no existe.

## Obras
- Anamnesis  (2003),[4] Mahlerplein Zuidas de Ámsterdam
- Fuente  (2003), Fundación NMAC de Vejer de la Frontera
- Gato rico muere de ataque al corazón en Chicago  (2004) - vídeo
- Los líderes de la escultura (2008), Sonsbeek 2008 en Arnhem
- Barricada  (2009), Beeldenpark Leidsche Rijn, Alendorperweg en Utrecht
- Verzetsmonument Walraven van Hall (2010), Frederiksplein en Ámsterdam
- El hombre del tanque  (2013), a cinco metros de altura, estatua de plástico como representación de la vida real. Este último ha sido expuesto en Utrecht Hoog Catharijne en la exposición Llamada en el centro comercial. La imagen requiere un mantenimiento continuo. Posteriormente, fue comprado por el Centraal Museum de Utrecht[5]
- Reflection (2018), Johan de Wittlaan en La Haya[6]
- Columpio (2018), presentada en la 12 bienal de Shanghai.